# Караларские каменоломни
Карала́рские (Карала́вские) каменоломни (крымскотат. Qaralar taş ocağı, Къаралар таш оджагъы) — подземные каменоломни в западных окрестностях города Керчь, в 5 км севернее села Чистополье (Дере-Салын), севернее балки Артезиан. Добыча камня велась с XIX века до конца 1930-х годов. Позднее добыча в районе на несколько сот метров западнее велась и открытым способом в карьерах.

## Описание
Недалеко от объекта находилась ныне исчезнувшая деревня Каралар (не путать с другой исчезнувшей деревней Каралар, расположенной западнее)), название которой (существует вариант в несколько искажённом виде) и дало имя каменоломням. Караларские каменоломни расположены примерно в 5 км севернее села Чистополье и станции на линии Владиславовка — Крым. В 4 км на восток-юго-восток находится взлётное поле военного аэродрома Багерово.
Шахтное поле вытянуто по оси запад- восток на протяжённость более 800 м. Выработки каменоломен идут в южном направлении на 120 м в своей восточной и центральной части. Постепенно они выклиниваются к западу. Общая протяженность подземных выработок около 6300 м. Средняя высота ходов около 3,5-4 м, средняя ширина 4 м. Часть штолен вырабатывалась в несколько уступов. Некоторые участки основного яруса заглублялись, образуя тупиковые малые ярусы. Самая старая дата шахтёрских граффити, зафиксированная на стенах каменоломни отмечена 1902 годом. Позднее добыча в районе на несколько сот метров западнее велась и открытым способом в карьерах.
Каменоломни были обследованы клубом «Поиск». В настоящее время в связи с разрушением породы и большим числом обвалов посещение каменоломен неподготовленными экскурсантами представляет опасность.
- Вход
- Граффити 1903 года
- Граффити
- Выработки

## История
После оставления Керченского полуострова частями 51-й армии здесь действовали заблаговременно организованные три партизанских отряда под общим командованием И. И. Пахомова, отряд им. В. И. Ленина (командир М. Н. Майоров, комиссар С. И. Черкез, начштаба Н. И. Бантыш) — в Аджимушкайских каменоломнях, отряд им. В. И. Сталина (командир А. Ф. Зябрев, погиб 12 ноября 1941, С. М. Лазарев, комиссар И. З. Котло, начштаба А. Н. Петропавловский) — в Старо-Карантинских каменоломнях и отряд Маяк-Салынского района (командир И. Г. Шульга, комиссар Д. К. Ткаченко) в Караларских каменоломнях и районе горы Опук. Отряд почти сразу был блокирован противником и не добился заметных успехов, а через месяц в ходе Керченско-Феодосийской десантной операции район был освобождён войсками РККА. В послевоенной время были найдены останки партизан, вещи и документы защитников каменоломен.
Всего за полгода зимой 1951-52 годов под общим руководством Л. П. Берия, на месте действовавшего здесь во время войны полевого немецкого аэродрома был сформирован 71-й специальный полигон ВВС (войсковая часть 93851) в районе посёлка Багерово, в соответствии с постановлением ЦК КПСС и Совета Министров СССР от 21 августа 1947 года, и приказом министра вооруженных сил СССР от 27 августа 1947 года с целью авиационного обеспечения проведения воздушных ядерных испытаний и отработки технических средств доставки ядерных зарядов. Район каменоломен вошёл в закрытую режимную зону. После закрытия полигона в 1996 году доступ к Караларским каменоломням свободный.
В настоящее время каменоломни находятся на южной границе ландшафтного природного парка регионального значения «Караларский» (укр. «Караларський природний парк») Площадь — 6806 га. Землепользователи — Министерство экологии и природных ресурсов Республики Крым, Государственное автономное учреждение Республики Крым «Управление особо охраняемыми природными территориями Республики Крым». Основан согласно Распоряжению Совета министров Республики Крым от 5 февраля 2015 года № 69-р Об утверждении Перечня особо охраняемых природных территорий регионального значения Республики Крым.